# Liste der Verfilmungen von Jules Vernes Werken

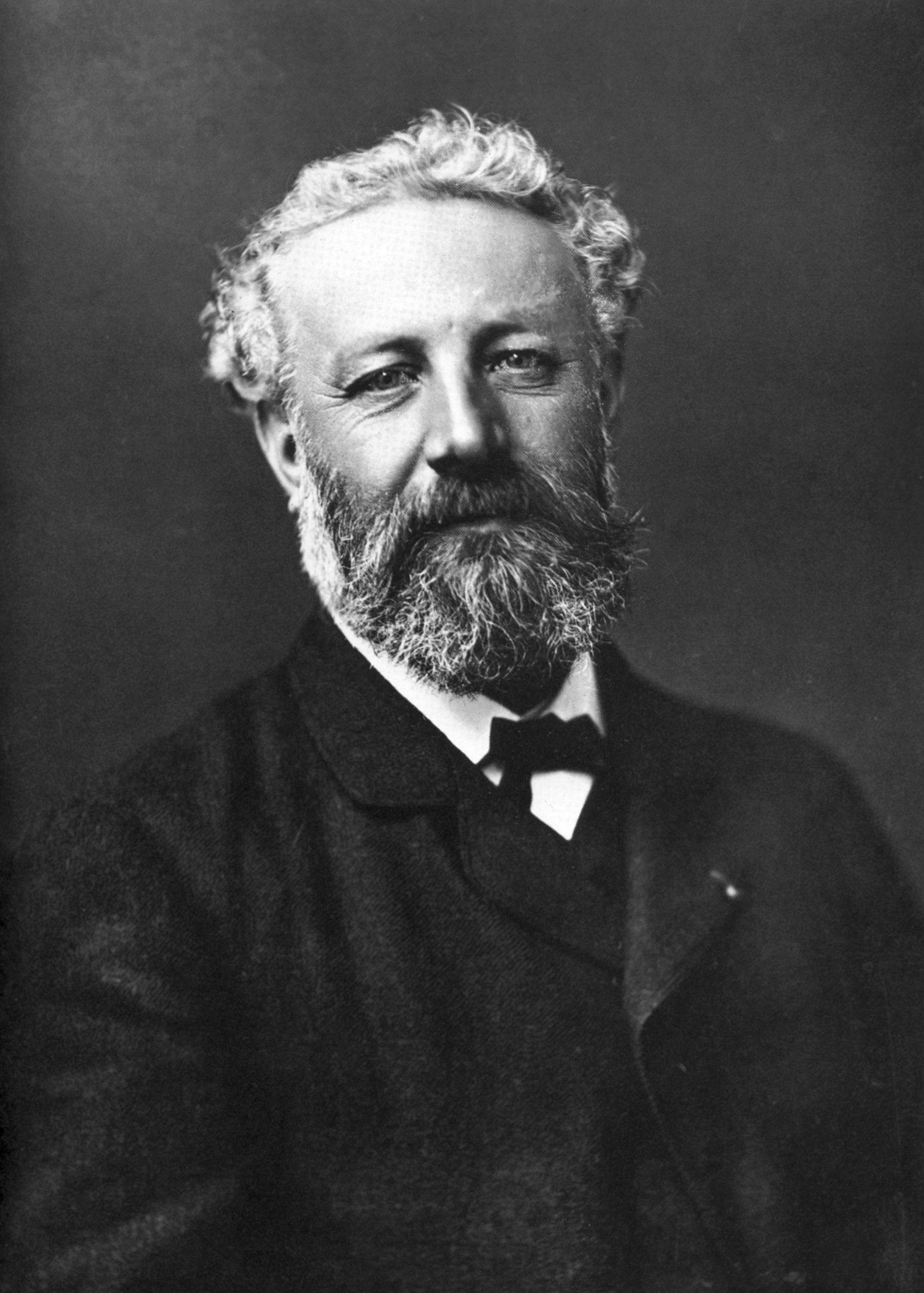
Jules Verne um 1890

Die Liste der Verfilmungen von Jules Vernes Werken soll einen Überblick über die bislang veröffentlichten Kino- und Fernsehadaptionen von Werken des französischen Schriftstellers Jules Verne verschaffen.
Bereits zu Jules Vernes Lebzeiten entstanden erste Verfilmungen seiner Romane, wie etwa der 1902 von Filmpionier Georges Méliès gedrehte Stummfilm Die Reise zum Mond, der als erster Science-Fiction-Film gilt. Ab den 1950er Jahren wurden zudem zahlreiche, zumeist mehrteilige Fernsehfilme produziert. Auch eine Vielzahl an Zeichentrickfilmen und einige Puppentrickfilme basieren auf Werken von Jules Verne.
Besonders häufig wurde Vernes Roman 20.000 Meilen unter dem Meer verfilmt, von dem derzeit 25 Adaptionen in der Liste aufgeführt werden. Mit 24 Produktionen wurde Reise um die Erde in 80 Tagen ebenfalls vielfach in Szene gesetzt. Der Kurier des Zaren ist mit 16 Adaptionen in der Liste vertreten, gefolgt von Die geheimnisvolle Insel und Die Reise zum Mittelpunkt der Erde mit jeweils 15 Verfilmungen.

## Legende
- Jahr: gibt das Jahr der Erstveröffentlichung an
- Filmtitel: nennt den Titel der Verfilmung; sofern deutscher Verleihtitel vorhanden, ist der Originaltitel in Klammern angegeben
- Land: nennt das Produktionsland bzw. die Produktionsländer mit Länderkürzel
- Regie: nennt den Regisseur bzw. die Regisseurin der Verfilmung
- Darsteller: nennt Darsteller der Verfilmung, zumeist Hauptdarsteller
- Vorlage: nennt die literarische Vorlage von Jules Verne
- Anmerkungen: liefert weitere Informationen zur Verfilmung

## Verfilmungen von Jules Vernes Werken
| Jahr | Filmtitel | Land                    | Regie                                            | Darsteller                                                         | Vorlage                                  | Anmerkungen |
| ---- | --- | ----------------------- | ------------------------------------------------ | ------------------------------------------------------------------ | ---------------------------------------- | --- |
| 1901 | Les Enfants du Capitaine Grant                                                                                                 | FRA                     | Ferdinand Zecca                                  |                                                                    | Die Kinder des Kapitän Grant             | Stummfilm, schwarzweiß, Kurzfilm |
| 1902 | Die Reise zum Mond (Le Voyage dans la Lune)                                                                                    | FRA                     | Georges Méliès                                   | Henri Delannoy, Bleuette Bernon                                    | Von der Erde zum Mond                    | Stummfilm, schwarzweiß, einer der ersten Science-Fiction-Filme, Kurzfilm                                                                   |
| 1903 | The Adventurous Voyage of ‘The Arctic’                                                                                         | GBR                     | Walter R. Booth                                  |                                                                    | Abenteuer des Kapitän Hatteras           | Stummfilm, schwarzweiß, Kurzfilm |
| 1904 | Un drame dans les airs | FRA                     | Gaston Velle                                     |                                                                    | Ein Drama in den Lüften                  | Stummfilm von Pathé, schwarzweiß, Kurzfilm                                                                                                 |
| 1904 | Die Reise durch das Unmögliche (Le Voyage à travers l’impossible)                                                              | FRA                     | Georges Méliès                                   | Georges Méliès                                                     | Voyage à travers l’Impossible            | Stummfilm, schwarzweiß, Kurzfilm |
| 1905 | 20,000 Leagues Under the Sea                                                                                                   | USA                     | Wallace McCutcheon Sr.                           |                                                                    | 20.000 Meilen unter dem Meer             | Stummfilm, schwarzweiß, Kurzfilm |
| 1906 | Le Voyage dans la lune | FRA                     |                                                  |                                                                    | Von der Erde zum Mond                    | Stummfilm von Gaumont, schwarzweiß, Kurzfilm                                                                                               |
| 1907 | 20,000 lieues sous les mers | FRA                     | Georges Méliès                                   | Georges Méliès                                                     | 20.000 Meilen unter dem Meer             | Stummfilm, schwarzweiß, Kurzfilm |
| 1908 | The Airship; or, 100 Years Hence                                                                                               | USA                     | James Stuart Blackton                            |                                                                    | Robur der Eroberer                       | Stummfilm, schwarzweiß, Kurzfilm |
| 1908 | Michael Strogoff | USA                     | Gilbert M. Anderson                              |                                                                    | Der Kurier des Zaren                     | Stummfilm von Essanay Film, schwarzweiß, Kurzfilm                                                                                          |
| 1909 | L’Homme invisible | FRA                     | Ferdinand Zecca                                  |                                                                    | Wilhelm Storitz’ Geheimnis               | Stummfilm, schwarzweiß, Kurzfilm |
| 1909 | Vers le pole sud | FRA                     | George Wague                                     |                                                                    | Abenteuer des Kapitän Hatteras           | Stummfilm von Gaumont, schwarzweiß, Kurzfilm                                                                                               |
| 1909 | Der Luftkrieg der Zukunft (The Airship Destroyer)                                                                              | GBR                     | Walter R. Booth                                  |                                                                    | Robur der Eroberer                       | Stummfilm, schwarzweiß, Kurzfilm |
| 1909 | Reise zum Jupiter (Le Voyage sur Jupiter)                                                                                      | FRA                     | Segundo de Chomón                                |                                                                    | Von der Erde zum Mond                    | Stummfilm von Pathé, schwarzweiß, Kurzfilm, Neuverfilmung von Die Reise zum Mond (1902)                                                    |
| 1910 | Aerial Submarine – Piracy in Sea and in Air                                                                                    | GBR                     | Walter R. Booth                                  |                                                                    | Robur der Eroberer                       | Stummfilm, schwarzweiß, Kurzfilm |
| 1910 | Michael Strogoff | USA                     | James Searle Dawley                              | Charles Ogle, Mary Fuller                                          | Der Kurier des Zaren                     | Stummfilm, schwarzweiß, Kurzfilm |
| 1910 | Voyage au centre de la terre                                                                                                   | FRA                     | Segundo de Chomón                                |                                                                    | Die Reise zum Mittelpunkt der Erde       | Stummfilm von Pathé, schwarzweiß, Kurzfilm                                                                                                 |
| 1912 | Die Entdeckung des Nordpols (À la Conquête du pôle)                                                                            | FRA                     | Georges Méliès                                   | Georges Méliès, Fernande Albany                                    | Abenteuer des Kapitän Hatteras           | Stummfilm, schwarzweiß, Kurzfilm, in Montreuil gedreht                                                                                     |
| 1913 | Die Jagd nach der Hundertpfundnote oder Die Reise um die Welt                                                                  | GER                     | Willy Zeyn                                       | Josef Coenen, Senta Eichstaedt, Fred Goebel                        | Reise um die Erde in 80 Tagen            | Stummfilm, schwarzweiß, in Berlin gedreht                                                                                                  |
| 1913 | Les Enfants du Capitaine Grant                                                                                                 | FRA                     | Victorin-Hippolyte Jasset, Henri Roussel         | Josette Andriot, Denise Maural                                     | Die Kinder des Kapitän Grant             | Stummfilm, schwarzweiß |
| 1914 | ’Round the World in 80 Days | USA                     | Ralph Ince                                       |                                                                    | Reise um die Erde in 80 Tagen            | Stummfilm, schwarzweiß |
| 1914 | Michael Strogoff | USA                     | Lloyd B. Carleton                                | Jacob P. Adler, Daniel Makarenko                                   | Der Kurier des Zaren                     | Stummfilm, schwarzweiß |
| 1916 | 20.000 Meilen unter dem Meer (20,000 Leagues Under the Sea)                                                                    | USA                     | Stuart Paton                                     | Allen Holubar, Jane Gail, Curtis Benton                            | 20.000 Meilen unter dem Meer             | Stummfilm von Universal, schwarzweiß, in Leonia und auf den Bahamas gedreht, 1991 restauriert                                              |
| 1916 | La Destinée de Jean Morénas | FRA                     | Michel Verne                                     |                                                                    | Das Schicksal von Jean Morénas           | Stummfilm, schwarzweiß |
| 1917 | 20,000 Feats Under the Sea | USA                     | Paul Terry                                       |                                                                    | 20.000 Meilen unter dem Meer             | animierter Stummfilm, schwarzweiß, Filmparodie, Kurzfilm                                                                                   |
| 1917 | 20,000 Laughs Under the Sea | USA                     | Pat Sullivan                                     |                                                                    | 20.000 Meilen unter dem Meer             | animierter Stummfilm, schwarzweiß, Filmparodie, Kurzfilm                                                                                   |
| 1917 | 20,000 Legs Under the Sea | USA                     | Gregory La Cava                                  |                                                                    | 20.000 Meilen unter dem Meer             | animierter Stummfilm, schwarzweiß, Filmparodie, Kurzfilm                                                                                   |
| 1917 | Les Indes noires | FRA                     | Michel Verne                                     |                                                                    | Die Stadt unter der Erde                 | Stummfilm, schwarzweiß, Kurzfilm |
| 1918 | L’Étoile du sud | FRA                     | Michel Verne                                     |                                                                    | Der Südstern oder Das Land der Diamanten | Stummfilm, schwarzweiß, Kurzfilm |
| 1919 | Die Reise um die Erde in 80 Tagen                                                                                              | GER                     | Richard Oswald                                   | Conrad Veidt, Anita Berber, Reinhold Schünzel                      | Reise um die Erde in 80 Tagen            | Stummfilm, schwarzweiß |
| 1919 | Les Cinq cents million de la Begum                                                                                             | FRA                     | Michel Verne                                     |                                                                    | Die 500 Millionen der Begum              | Stummfilm, schwarzweiß |
| 1921 | Die Insel der Verschollenen | GER                     | Urban Gad                                        | Fritz Beckmann, Hans Behrendt, Alf Blütecher                       | Die geheimnisvolle Insel                 | Stummfilm, schwarzweiß |
| 1922 | Mathias Sandorf | FRA                     | Henri Fescourt                                   | Romuald Joubé, Yvette Andréyor                                     | Mathias Sandorf                          | Stummfilm, schwarzweiß, in Nizza gedreht                                                                                                   |
| 1923 | Around the World in Eighteen Days                                                                                              | USA                     | B. Reeves Eason, Robert F. Hill                  | William Desmond, Laura La Plante                                   | Reise um die Erde in 80 Tagen            | zwölfteilige Stummfilmreihe von Universal, schwarzweiß, über den Neffen von Phileas Fogg                                                   |
| 1926 | Der Kurier des Zaren (Michael Strogoff)                                                                                        | FRA, GER                | Viktor Tourjansky                                | Iwan Iljitsch Mosschuchin, Nathalie Kovanko                        | Der Kurier des Zaren                     | Stummfilm, schwarzweiß, in Lettland und Norwegen gedreht                                                                                   |
| 1929 | Die mysteriöse Insel (The Mysterious Island)                                                                                   | USA                     | Lucien Hubbard                                   | Lionel Barrymore, Montagu Love                                     | Die geheimnisvolle Insel                 | Spielfilm in 2-Farben-Technicolor von MGM, auch als Stummfilm veröffentlicht                                                               |
| 1931 | Der Mann, der seinen Mörder sucht                                                                                              | GER                     | Robert Siodmak                                   | Heinz Rühmann, Lien Deyers, Hans Leibelt                           | Die Leiden eines Chinesen in China       | Spielfilm der UFA, schwarzweiß, in Berlin gedreht                                                                                          |
| 1931 | Twenty Legs Under the Sea | USA                     | Dave Fleischer                                   |                                                                    | 20.000 Meilen unter dem Meer             | animierter Kurzfilm der Fleischer Studios, schwarzweiß, Filmparodie                                                                        |
| 1936 | Die Kinder des Kapitän Grant (Deti Kapitana Granta / Дети капитана Гранта)                                                     | URS                     | Wladimir Wainstock                               | Nikolai Konstantinowitsch Tscherkassow, Jakow Segel                | Die Kinder des Kapitän Grant             | Spielfilm, schwarzweiß |
| 1936 | Der Kurier des Zaren | GER                     | Richard Eichberg                                 | Adolf Wohlbrück, Hilde Hildebrand, Maria Andergast                 | Der Kurier des Zaren                     | Spielfilm, schwarzweiß, in Bulgarien und Berlin gedreht, auch auf Französisch und Englisch verfilmt                                        |
| 1936 | Michael Strogoff | FRA                     | Jacques de Baroncelli                            | Adolf Wohlbrück, Colette Darfeuil, Yvette Lebon                    | Der Kurier des Zaren                     | Spielfilm, schwarzweiß, französische Version von Der Kurier des Zaren (1936)                                                               |
| 1936 | The Soldier and the Lady | USA                     | George Nichols Jr.                               | Adolf Wohlbrück, Margot Grahame, Elizabeth Allan                   | Der Kurier des Zaren                     | Spielfilm von RKO Pictures, schwarzweiß, US-amerikanische Version von Der Kurier des Zaren (1936)                                          |
| 1941 | Die geheimnisvolle Insel (Tainstwenny ostrow / Таинственный остров)                                                            | URS                     | Eduard Penzlin                                   | Alexej Krasnopolski, Pawel Kijanski                                | Die geheimnisvolle Insel                 | Spielfilm, schwarzweiß, in Odessa gedreht                                                                                                  |
| 1943 | Der fünfzehnjährige Kapitän (Pjatnadzatileni Kapitan / Пятнадцатилетний капитан)                                               | URS                     | Wassili Schurawljow                              | Wsewolod Larionow, Jelena Ismailowa                                | Ein Kapitän von fünfzehn Jahren          | Spielfilm, schwarzweiß |
| 1944 | Miguel Strogoff | MEX                     | Miguel M. Delgado                                | Julián Soler, Lupita Tovar                                         | Der Kurier des Zaren                     | Spielfilm, schwarzweiß |
| 1951 | Die Reise zur geheimnisvollen Insel (Lost Continent)                                                                           | USA                     | Sam Newfield                                     | Cesar Romero, John Hoyt                                            | Die geheimnisvolle Insel                 | Spielfilm, schwarzweiß |
| 1951 | Mysterious Island | USA                     | Spencer Gordon Bennet                            | Richard Crane, Marshall Reed                                       | Die geheimnisvolle Insel                 | 15-teiliges Serial von Columbia Pictures, schwarzweiß, Vorfilme im Kino                                                                    |
| 1952 | Twenty Thousand Leagues Under the Sea                                                                                          | USA                     | Don Medford                                      | Thomas Mitchell, Leslie Nielsen                                    | 20.000 Meilen unter dem Meer             | zweiteilige Fernsehverfilmung der Reihe Tales of Tomorrow, schwarzweiß                                                                     |
| 1952 | 20,000 Leagues Under the Sea                                                                                                   | CAN                     | Ray Darby                                        | Eric Clavering, Colin Eaton                                        | 20.000 Meilen unter dem Meer             | sechsteilige Fernsehverfilmung der Reihe Tales of Adventure, schwarzweiß                                                                   |
| 1954 | 20.000 Meilen unter dem Meer (20,000 Leagues Under the Sea)                                                                    | USA                     | Richard Fleischer                                | Kirk Douglas, James Mason, Peter Lorre                             | 20.000 Meilen unter dem Meer             | Spielfilm in CinemaScope von Disney, u. a. auf Jamaika und den Bahamas gedreht, mit zwei Oscars prämiert                                   |
| 1955 | Miguel Strogof | BRA                     | Luiz Gallon                                      | Percy Aires, David Neto                                            | Der Kurier des Zaren                     | Fernsehfilm, schwarzweiß |
| 1956 | In 80 Tagen um die Welt (Around the World in Eighty Days)                                                                      | USA                     | Michael Anderson                                 | David Niven, Shirley MacLaine, Charles Boyer                       | Reise um die Erde in 80 Tagen            | Spielfilm, u. a. in London, Paris, Madrid, Hongkong und Tokio gedreht, mit fünf Oscars und einem Golden Globe prämiert                     |
| 1956 | Der Kurier des Zaren (Michel Strogoff)                                                                                         | FRA, GER, ITA, YUG      | Carmine Gallone                                  | Curd Jürgens, Geneviève Page, Jacques Dacqmine                     | Der Kurier des Zaren                     | Spielfilm, in Belgrad gedreht |
| 1957 | De reis om de wereld in 80 dagen                                                                                               | BEL                     | Lode Verstraete                                  | Senne Rouffaer, Cyriel Van Gent                                    | Reise um die Erde in 80 Tagen            | mehrteilige Fernsehverfilmung, schwarzweiß                                                                                                 |
| 1958 | Die Erfindung des Verderbens (Vynález zkázy)                                                                                   | TCH                     | Karel Zeman                                      | Lubor Tokos, Arnost Navrátil                                       | Die Erfindung des Verderbens             | Spielfilm, schwarzweiß |
| 1958 | Von der Erde zum Mond (From the Earth to the Moon)                                                                             | USA                     | Byron Haskin                                     | Joseph Cotten, George Sanders, Debra Paget                         | Von der Erde zum Mond                    | Spielfilm, in Mexiko gedreht |
| 1959 | 800 leguas por el Amazonas | MEX                     | Emilio Gómez Muriel                              | Carlos López Moctezuma, Rafael Bertrand                            | Die Jangada                              | Spielfilm |
| 1959 | Die Reise zum Mittelpunkt der Erde (Journey to the Center of the Earth)                                                        | USA                     | Henry Levin                                      | James Mason, Arlene Dahl, Pat Boone                                | Die Reise zum Mittelpunkt der Erde       | Spielfilm von 20th Century Fox, in Edinburgh, New Mexico und Kalifornien gedreht                                                           |
| 1961 | Robur, der Herr der sieben Kontinente (Master of the World)                                                                    | USA                     | William Witney                                   | Vincent Price, Charles Bronson                                     | Robur der Eroberer, Der Herr der Welt    | Spielfilm von American International Pictures                                                                                              |
| 1961 | Die geheimnisvolle Insel (Mysterious Island)                                                                                   | GBR, USA                | Cy Endfield                                      | Michael Craig, Joan Greenwood, Gary Merrill                        | Die geheimnisvolle Insel                 | Spielfilm, in Spanien und England gedreht                                                                                                  |
| 1961 | Valley of the Dragons | USA                     | Edward Bernds                                    | Cesare Danova, Sean McClory                                        | Reise durch die Sonnenwelt               | Spielfilm von Columbia Pictures, schwarzweiß                                                                                               |
| 1961 | Oberst Strogoff (Le Triomphe de Michel Strogoff)                                                                               | FRA, ITA                | Viktor Tourjansky                                | Curd Jürgens, Capucine                                             | Der Kurier des Zaren                     | Spielfilm, Rolle des Michel Strogoff bereits 1956 von Jürgens gespielt                                                                     |
| 1962 | Fünf Wochen im Ballon (Five Weeks in a Balloon)                                                                                | USA                     | Irwin Allen                                      | Red Buttons, Barbara Eden                                          | Fünf Wochen im Ballon                    | Spielfilm |
| 1962 | Die Abenteuer des Kapitän Grant (In Search of the Castaways)                                                                   | USA                     | Robert Stevenson                                 | Maurice Chevalier, Hayley Mills                                    | Die Kinder des Kapitän Grant             | Spielfilm von Disney, in den englischen Pinewood Studios gedreht                                                                           |
| 1962 | Dos años de vacaciones | ESP, MEX                | Emilio Gómez Muriel                              | Pablo Alonso, Pablito Calvo                                        | Zwei Jahre Ferien                        | Spielfilm, in Spanien gedreht |
| 1963 | Die Zitadelle von San Marco (Mathias Sandorf)                                                                                  | FRA, ESP, ITA           | Georges Lampin                                   | Louis Jourdan, Francisco Rabal                                     | Mathias Sandorf                          | Spielfilm, in Paris und Barcelona gedreht                                                                                                  |
| 1963 | The Three Stooges Go Around the World in a Daze                                                                                | USA                     | Norman Maurer                                    | The Three Stooges, Jay Sheffield                                   | Reise um die Erde in 80 Tagen            | Spielfilm, schwarzweiß |
| 1963 | Die Reise um die Erde in 80 Tagen                                                                                              | GDR                     | Hans Joachim Hildebrandt, Horst Schönemann       | Alfred Müller, Uwe Detlef Jessen                                   | Reise um die Erde in 80 Tagen            | Fernsehfilm des DFF, schwarzweiß |
| 1963 | L’Île mystérieuse | FRA                     | Claude Santelli                                  | Michel Etcheverry, Armand Meffre                                   | Die geheimnisvolle Insel                 | Fernsehfilm |
| 1964 | Die Reise um die Erde | GER                     | Hans Dieter Schwarze                             | Karl Schönböck, Manfred Lichtenfeld                                | Reise um die Erde in 80 Tagen            | Fernsehfilm der Bavaria Film und des WDR, schwarzweiß                                                                                      |
| 1964 | Les Indes noires | FRA                     | Marcel Bluwal                                    | Alain Mottet, Georges Poujouly                                     | Die Stadt unter der Erde                 | Fernsehfilm |
| 1965 | Aventura al Centro de la Tierra                                                                                                | MEX                     | Alfredo B. Crevenna                              | Kitty de Hoyos, Javier Solís                                       | Die Reise zum Mittelpunkt der Erde       | Spielfilm, schwarzweiß |
| 1965 | Die tollen Abenteuer des Monsieur L. (Les Tribulations d’un Chinois en Chine)                                                  | FRA, ITA                | Philippe de Broca                                | Jean-Paul Belmondo, Ursula Andress                                 | Die Leiden eines Chinesen in China       | Spielfilm, u. a. in Hongkong, Nepal, Indien und Malaysia gedreht                                                                           |
| 1966 | Cinci saptamîni în balon | ROU                     | Olimp Varasteanu                                 |                                                                    | Fünf Wochen im Ballon                    | animierter Kurzfilm |
| 1967 | Tolldreiste Kerle in rasselnden Raketen (Rocket to the Moon)                                                                   | GBR                     | Don Sharp                                        | Burl Ives, Gert Fröbe                                              | Von der Erde zum Mond                    | Spielfilm, in Dublin und Bray gedreht |
| 1967 | Das gestohlene Luftschiff (Ukradená vzducholod)                                                                                | TCH                     | Karel Zeman                                      | Hanus Bor, Jan Cizek                                               | Zwei Jahre Ferien                        | Spielfilm, z. T. schwarzweiß |
| 1967 | Journey to the Center of the Earth                                                                                             | USA                     | Hal Sutherland                                   |                                                                    | Die Reise zum Mittelpunkt der Erde       | 17-teilige Zeichentrickserie von Filmation                                                                                                 |
| 1967 | Le Secret de Wilhelm Storitz                                                                                                   | FRA, TCH                | Eric Le Hung                                     | Jean-Claude Drouot, Pascale Audret                                 | Wilhelm Storitz’ Geheimnis               | Fernsehfilm, schwarzweiß, in Prag gedreht                                                                                                  |
| 1968 | L’Orgue fantastique | FRA                     | Jacques Trébouta, Robert Valey                   | Fernand Ledoux, Sabine Haudepin                                    | Herr Dis und Fräulein Es                 | Fernsehfilm |
| 1969 | Kapitän Nemo (Captain Nemo and the Underwater City)                                                                            | GBR                     | James Hill                                       | Robert Ryan, Chuck Connors, Nanette Newman                         | 20.000 Meilen unter dem Meer             | Spielfilm, lose Adaption, in den britischen MGM Studios in Borehamwood gedreht                                                             |
| 1969 | Stern des Südens (The Southern Star)                                                                                           | FRA, GBR                | Sidney Hayers                                    | George Segal, Ursula Andress, Orson Welles                         | Der Südstern oder Das Land der Diamanten | Spielfilm, in London und im Senegal gedreht                                                                                                |
| 1970 | Strange Holiday | AUS                     | Mende Brown                                      | Jaeme Hamilton, Mark Healey                                        | Zwei Jahre Ferien                        | Fernsehfilm, in Sydney gedreht |
| 1970 | Nemo | FRA                     | Jean Bacqué                                      | Michel Le Royer, Lucien Barjon                                     | 20.000 Meilen unter dem Meer             | Fernsehfilm |
| 1970 | Auf dem Kometen (Na komete) | TCH                     | Karel Zeman                                      | František Filipovský, Magda Vášáryová                              | Reise durch die Sonnenwelt               | Spielfilm |
| 1970 | Der Kurier des Zaren (Michel Strogoff, corriere dello zar)                                                                     | ITA, FRA, GER           | Eriprando Visconti                               | John Phillip Law, Mimsy Farmer                                     | Der Kurier des Zaren                     | Spielfilm, u. a. von CCC-Film produziert                                                                                                   |
| 1970 | Kaitei 30000 maru / 海底３万マイル                                                                                             | JAP                     | Takeshi Tamiya                                   |                                                                    | 20.000 Meilen unter dem Meer             | Zeichentrickfilm von Tōei Animation, Anime                                                                                                 |
| 1971 | Das Licht am Ende der Welt (The Light at the Edge of the World)                                                                | USA, ESP, FRA, ITA      | Kevin Billington                                 | Kirk Douglas, Yul Brynner, Samantha Eggar                          | Der Leuchtturm am Ende der Welt          | Spielfilm, in Girona, Alicante, Murcia und Madrid gedreht                                                                                  |
| 1972 | In 80 Tagen um die Welt | GDR                     | Gerhard Behrendt                                 |                                                                    | Reise um die Erde in 80 Tagen            | 70-teilige Puppentrickserie für das Fernsehen                                                                                              |
| 1972 | Around the World in Eighty Days                                                                                                | AUS                     | Leif Gram                                        |                                                                    | Reise um die Erde in 80 Tagen            | 16-teilige Zeichentrickserie |
| 1973 | 20.000 Meilen unter dem Meer (20,000 Leagues Under the Sea)                                                                    | USA                     | Jules Bass, Arthur Rankin Jr.                    |                                                                    | 20.000 Meilen unter dem Meer             | Zeichentrickfilm |
| 1973 | Herrscher einer versunkenen Welt (La isla misteriosa)                                                                          | ITA, FRA, ESP           | Juan Antonio Bardem, Henri Colpi                 | Omar Sharif, Ambroise Bia, Jess Hahn                               | Die geheimnisvolle Insel                 | Spielfilm, in Alicante, Madrid, Kamerun und auf Lanzarote gedreht, eigentlich als sechsteilige Fernsehserie produziert                     |
| 1973 | Die Abenteuer des Ballonpiloten J. A. (Slomannaya podkova / Сломанная подкова)                                                 | URS                     | Semjon Aramowitsch                               | Sergei Jurski, Marina Mstislawowna Nejolowa                        | Ein Drama in Livland                     | Spielfilm von Lenfilm |
| 1973 | Maître Zaccharius | FRA                     | Pierre Bureau                                    | Pierre Vial, Jean-Pierre Sentier                                   | Meister Zacharius                        | Fernsehfilm |
| 1973 | Twenty Thousand Leagues Under the Sea                                                                                          | AUS                     | Joseph Barbera, William Hanna                    |                                                                    | 20.000 Meilen unter dem Meer             | Zeichentrickfilm |
| 1974 | Die Propellerinsel | GER                     | Armin Lang                                       |                                                                    | Die Propellerinsel                       | zweiteiliger Zeichentrickfilm im Auftrag des ZDF, mit Dieter Borsche als Sprecher                                                          |
| 1974 | Der Donauschiffer (A dunai hajós)                                                                                              | HUN                     | Miklós Markos                                    | Gábor Koncz, Gábor Agárdi                                          | Der Pilot von der Donau                  | Spielfilm |
| 1974 | Utazás a holdba | HUN                     | Miklós Csányi                                    | Péter Kertész, Attila Tyll                                         | Von der Erde zum Mond                    | Fernsehfilm |
| 1974 | Zwei Jahre Ferien (Deux ans de vacances)                                                                                       | ROU, BEL, FRA, SUI, GER | Gilles Grangier                                  | Franz Seidenschwan, Marc di Napoli, Werner Pochath, Rainer Basedow | Zwei Jahre Ferien                        | vierteilige Fernsehverfilmung, u. a. im Auftrag des ZDF, Abenteuervierteiler                                                               |
| 1974 | Un capitán de quince años | ESP, FRA                | Jess Franco                                      | José Manuel Marcos, Edmund Purdom                                  | Ein Kapitän von fünfzehn Jahren          | Spielfilm, in Alicante, Murcia, auf den Kanarischen Inseln und Madeira gedreht                                                             |
| 1975 | Michael Strogoff (Michel Strogoff)                                                                                             | FRA, AUT, SUI, GER      | Jean-Pierre Decourt                              | Raimund Harmstorf, Lorenza Guerrieri, Vernon Dobtcheff             | Der Kurier des Zaren                     | vierteilige Fernsehverfilmung, u. a. im Auftrag des ZDF, Abenteuervierteiler                                                               |
| 1975 | Kapitän Nemo (Kapitan Nemo / Капитан Немо)                                                                                     | URS                     | Wassili Lewin                                    | Wladislaw Wazlawowitsch Dworschezki, Michail Kononow               | 20.000 Meilen unter dem Meer             | dreiteilige Fernsehverfilmung |
| 1975 | Die geheimnisvolle Insel (The Mysterious Island)                                                                               | AUS                     | Leif Gram                                        |                                                                    | Die geheimnisvolle Insel                 | Zeichentrickfilm für das Fernsehen |
| 1975 | Die phantastische Reise im Ballon (Viaje fantástico en globo)                                                                  | MEX                     | René Cardona Jr.                                 | Hugo Stiglitz, Jeff Cooper                                         | Fünf Wochen im Ballon                    | Spielfilm, in Mexiko und Kenia gedreht |
| 1976 | Der Herr der Welt (Master of the World)                                                                                        | AUS                     | Leif Gram                                        |                                                                    | Der Herr der Welt                        | Zeichentrickfilm für das Fernsehen |
| 1976 | Der gestiefelte Kater reist um die Welt (Nagagutsu o haita neko: Hachijû nichikan sekai isshû / 長靴をはいた猫 80日間世界一周) | JAP                     | Hiroshi Shidara                                  |                                                                    | Reise um die Erde in 80 Tagen            | Zeichentrickfilm von Tōei Animation, Anime                                                                                                 |
| 1976 | Le Château des Carpathes | FRA                     | Jean-Christophe Averty                           | Benoît Allemane, Yves Arcanel                                      | Das Karpatenschloss                      | Fernsehfilm |
| 1977 | Phantastische Reise zum Mittelpunkt der Erde (Viaje al centro de la Tierra)                                                    | ESP                     | Juan Piquer Simón                                | Kenneth More, Ivonne Sentis                                        | Die Reise zum Mittelpunkt der Erde       | Spielfilm, in Madrid, Guadalajara und auf Teneriffa gedreht                                                                                |
| 1977 | Boleks und Loleks große Reise (Wielka podróz Bolka i Lolka)                                                                    | POL                     | Stanislaw Dulz, Wladyslaw Nehrebecki             |                                                                    | Reise um die Erde in 80 Tagen            | Zeichentrickfilm mit den Comicfiguren Lolek und Bolek                                                                                      |
| 1977 | Die Reise zum Mittelpunkt der Erde (A Journey to the Center of the Earth)                                                      | AUS                     | Richard Slapczynski                              |                                                                    | Die Reise zum Mittelpunkt der Erde       | Zeichentrickfilm für das Fernsehen |
| 1977 | 5 Weeks in a Balloon | AUS, USA                | Chris Cuddington                                 |                                                                    | Fünf Wochen im Ballon                    | Zeichentrickfilm für das Fernsehen |
| 1978 | Abenteuer in Atlantis (The Return of Captain Nemo)                                                                             | USA                     | Alex March, Paul Stader                          | José Ferrer, Mel Ferrer, Horst Buchholz                            | 20.000 Meilen unter dem Meer             | Fernsehfilm, lose Adaption |
| 1979 | Bratři Kipové | TCH                     | Pavel Kraus                                      | Rudolf Jelínek, Otakar Brousek                                     | Die Gebrüder Kip                         | Fernsehfilm |
| 1979 | Von der Erde zum Mond (From the Earth to the Moon)                                                                             | AUS                     | Richard Slapczynski                              |                                                                    | Von der Erde zum Mond                    | Zeichentrickfilm für das Fernsehen |
| 1979 | Reise durch die Sonnenwelt – Der Geheimnisvolle Planet (Off on a Comet)                                                        | AUS                     | Richard Slapczynski                              |                                                                    | Reise durch die Sonnenwelt               | Zeichentrickfilm für das Fernsehen |
| 1979 | Das Geheimnis der stählernen Stadt (Tajemství ocelového mesta)                                                                 | TCH                     | Ludvík Ráža                                      | Martin Růžek, Josef Vinklář                                        | Die 500 Millionen der Begum              | Spielfilm, in den Filmstudios Barrandov gedreht                                                                                            |
| 1979 | Mathias Sandorf (Mathias Sandorf)                                                                                              | FRA, GER, ITA, HUN      | Jean-Pierre Decourt                              | István Bujtor, Claude Giraud, Jutta Speidel                        | Mathias Sandorf                          | vierteilige Fernsehverfilmung, u. a. im Auftrag des ZDF, Abenteuervierteiler                                                               |
| 1979 | Le Tour du monde en 80 jours                                                                                                   | FRA                     | André Flédérick                                  | Daniel Ceccaldi, Roger Pierre, Jean-Pierre Darras                  | Reise um die Erde in 80 Tagen            | Fernsehfilm |
| 1980 | Dvacet Tisic Mil Pod Mořem | TCH                     | Pavel Kraus                                      | Jiří Adamíra, Jiří Pleskot                                         | 20.000 Meilen unter dem Meer             | Fernsehfilm |
| 1981 | Das Schloß in den Karpaten (Castelul din Carpati)                                                                              | ROU                     | Stere Gulea                                      | Maria Banica, Ion Caramitru                                        | Das Karpatenschloss                      | Spielfilm, in Bran und Bukarest gedreht |
| 1981 | Um die Welt mit Willy Fog (La vuelta al mundo de Willy Fog)                                                                    | ESP, JAP                | Luis Ballester Bustos, Fumio Kurokawa            |                                                                    | Reise um die Erde in 80 Tagen            | 26-teilige Zeichentrickserie von BRB Internacional und Nippon Animation                                                                    |
| 1981 | Das Geheimnis der Burg in den Karpaten (Tajemství hradu v Karpatech)                                                           | TCH                     | Oldřich Lipský                                   | Michal Dočolomanský, Evelyna Steimarová, Vlastimil Brodský         | Das Karpatenschloss                      | Spielfilm, in Čachtice, Příbram und Prag gedreht, mit einem Preis des Fantasporto-Filmfestivals prämiert                                   |
| 1981 | Die Reise zur Insel des Grauens (Misterio en la isla de los monstruos)                                                         | ESP                     | Juan Piquer Simón                                | Terence Stamp, Peter Cushing                                       | Die Schule der Robinsons                 | Spielfilm, auf Puerto Rico, den Kanarischen Inseln, in Madrid und Saragossa gedreht                                                        |
| 1982 | Mysterious Planet (Mysterious Planet)                                                                                          | USA                     | Brett Piper                                      | Paula Taupier, Boydd Piper                                         | Die geheimnisvolle Insel                 | Spielfilm, futuristische Adaption |
| 1982 | Jugo Shōnen Hyōryūki / 十五少年漂流記                                                                                          | JAP                     | Masayuki Akihi                                   |                                                                    | Zwei Jahre Ferien                        | Zeichentrickfilm von Tōei Animation, Anime                                                                                                 |
| 1982 | Seeteufel (Los diablos del mar)                                                                                                | ESP                     | Juan Piquer Simón                                | Ian Sera, Patty Shepard, Frank Braña                               | Ein Kapitän von fünfzehn Jahren          | Spielfilm, in Madrid und auf den Azoren gedreht                                                                                            |
| 1984 | Zacharius | FRA                     | Claude Grinberg                                  | Charles Denner, Emmanuelle Béart                                   | Meister Zacharius                        | Fernsehfilm |
| 1985 | 20.000 Meilen unter dem Meer (20,000 Leagues Under the Sea)                                                                    | AUS                     | Warwick Gilbert                                  |                                                                    | 20.000 Meilen unter dem Meer             | Zeichentrickfilm |
| 1986 | Auf der Suche nach Kapitän Grant (W poiskach kapitana Granta / В поисках капитана Гранта)                                      | URS, BUL                | Stanislaw Sergejewitsch Goworuchin               | Wladimir Smirnow, Lembit Ulfsak                                    | Die Kinder des Kapitän Grant             | sechsteilige Fernsehverfilmung |
| 1986 | Der Kapitän der Pilgrim (Kapitan „Piligrima“ / Капитан „Пилигрима“)                                                            | URS                     | Andrej Praschenko                                | Wjatscheslaw Chadtschenko, Nodar Mgaloblischwili                   | Ein Kapitän von fünfzehn Jahren          | Spielfilm |
| 1986 | Das grüne Leuchten (Le Rayon vert)                                                                                             | FRA                     | Éric Rohmer                                      | Marie Rivière, Béatrice Romand                                     | Der grüne Strahl                         | Spielfilm, lose Adaption, u. a. in Paris, Biarritz und Cherbourg-Octeville gedreht, mit dem Goldenen Löwen und dem FIPRESCI-Preis prämiert |
| 1987 | Ein Chinese sucht seinen Mörder                                                                                                | GER, CHN                | Yigong Wu, Jianya Zhang                          | Rosalind Chao, Rolf Hoppe, Joachim Tennstedt                       | Die Leiden eines Chinesen in China       | Spielfilm von hr, SR, Manfred Durniok Filmproduktion und Shanghai Film Studios                                                             |
| 1988 | In 80 Tagen um die Welt (Around the World in 80 Days)                                                                          | AUS                     | Geoff Collins                                    |                                                                    | Reise um die Erde in 80 Tagen            | Zeichentrickfilm |
| 1988 | Die Reise zum Mittelpunkt der Erde (Journey to the Center of the Earth)                                                        | USA                     | Rusty Lemorande, Albert Pyun                     | Emo Philips, Paul Carafotes, Kathy Ireland                         | Die Reise zum Mittelpunkt der Erde       | Spielfilm, in Südafrika gedreht |
| 1989 | In 80 Tagen um die Welt (Around the World in 80 Days)                                                                          | USA, ITA, GER, YUG      | Buzz Kulik                                       | Pierce Brosnan, Eric Idle, Peter Ustinov                           | Reise um die Erde in 80 Tagen            | dreiteilige Fernsehverfilmung, in England, Hongkong, Macau, Thailand und Jugoslawien gedreht                                               |
| 1990 | Die Macht des Zaubersteins (Fushigi no Umi no Nadia / ふしぎの海のナディア)                                                    | JAP                     | Hideaki Anno, Shinji Higuchi, Takeshi Mori u. a. |                                                                    | 20.000 Meilen unter dem Meer             | 39-teilige Zeichentrickserie, Anime |
| 1990 | Vertrag mit meinem Killer (I Hired a Contract Killer)                                                                          | FIN, GBR, GER, SWE, FRA | Aki Kaurismäki                                   | Jean-Pierre Léaud, Margi Clarke, Kenneth Colley, Trevor Bowen      | Die Leiden eines Chinesen in China       | Spielfilm, in London gedreht, mit einem Jussi-Filmpreis ausgezeichnet                                                                      |
| 1991 | Das Geheimnis des Alchimisten Storitz (Tajomstvo alchymistu Storitza)                                                          | SVK                     | Pawel Trzaska                                    | Vladimír Kratina, Marián Labuda, Milan Lasica                      | Wilhelm Storitz’ Geheimnis               | Spielfilm, u. a. in Bratislava und Děčín gedreht                                                                                           |
| 1993 | Gefährliche Reise zum Mittelpunkt der Erde (Journey to the Center of the Earth)                                                | USA                     | William Dear                                     | David Dundara, John Neville, Jeffrey Nordling                      | Die Reise zum Mittelpunkt der Erde       | Fernsehfilm |
| 1993 | Mit Willy Fog zum Mittelpunkt der Erde (Willy Fog In Journey To The Centre Of The Earth)                                       | ESP                     | Claudio Biern Boyd                               |                                                                    | Die Reise zum Mittelpunkt der Erde       | 13-teilige Zeichentrickserie von BRB Internacional                                                                                         |
| 1993 | Willy Fog auf den Spuren der Nautilus (Willy Fog 20,000 Leagues Under the Sea)                                                 | ESP                     | Claudio Biern Boyd                               |                                                                    | 20.000 Meilen unter dem Meer             | 13-teilige Zeichentrickserie von BRB Internacional                                                                                         |
| 1993 | Mörderischer Amazonas (Eight Hundred Leagues Down the Amazon)                                                                  | USA, PER                | Luis Llosa                                       | Daphne Zuniga, Barry Bostwick                                      | Die Jangada                              | Spielfilm |
| 1995 | Geheimnisvolle Insel (Mysterious Island)                                                                                       | CAN, NZL                | Chris Bailey u. a.                               | Alan Scarfe, John Bach                                             | Die geheimnisvolle Insel                 | 22-teilige Fernsehserie, in Neuseeland gedreht                                                                                             |
| 1995 | Der Planet der Dinosaurier (Kyōryū Bōken Jura Tripper / 恐竜冒険記ジュラトリッパー)                                            | JAP                     | Kunihiko Yuyamas                                 |                                                                    | Zwei Jahre Ferien                        | 39-teilige Zeichentrickserie von Ashi Productions, Anime                                                                                   |
| 1996 | Journey to the Center of the Earth                                                                                             | CAN                     | Laura Shepherd                                   |                                                                    | Die Reise zum Mittelpunkt der Erde       | Zeichentrickfilm für das Fernsehen |
| 1996 | Die Kinder des Kapitän Grant (The Children of Captain Grant)                                                                   | GER, RUS, USA, CAN      | Donovan Scott                                    | Cassie Branham, Chris Browning, Adam Gregor                        | Die Kinder des Kapitän Grant             | Spielfilm von CCC-Film, lose Adaption, in Deutschland auch unter dem Titel Im Reich der Adler in achtteiliger Langfassung veröffentlicht   |
| 1997 | Michel Strogoff | FRA                     | Bruno-René Huchez                                |                                                                    | Der Kurier des Zaren                     | Zeichentrickserie |
| 1997 | 20.000 Meilen unter dem Meer (20,000 Leagues Under the Sea)                                                                    | USA                     | Michael Anderson                                 | Richard Crenna, Ben Cross, Julie Cox                               | 20.000 Meilen unter dem Meer             | Fernsehfilm, in den Pinewood Studios und im Roten Meer gedreht                                                                             |
| 1997 | 20.000 Meilen unter dem Meer (20,000 Leagues Under the Sea)                                                                    | USA, AUS                | Rod Hardy                                        | Michael Caine, Patrick Dempsey, Mia Sara                           | 20.000 Meilen unter dem Meer             | zweiteilige Fernsehverfilmung, in Australien gedreht                                                                                       |
| 1997 | Kerabans phantastische Reise                                                                                                   | GER, CHN                | Manfred Durniok, Hong Hu Zhao                    |                                                                    | Keraban der Starrkopf                    | Puppentrickfilm für das Fernsehen |
| 1998 | Reise um die Erde in 80 Tagen                                                                                                  | GER, CHN                | Manfred Durniok, Hong Hu Zhao                    |                                                                    | Reise um die Erde in 80 Tagen            | Puppentrickfilm für das Fernsehen |
| 1999 | Die Reise zum Mond | GER, CHN                | Manfred Durniok, Hong Hu Zhao                    |                                                                    | Von der Erde zum Mond                    | Puppentrickfilm für das Fernsehen |
| 1999 | Around the World in 80 Days | USA, CAN                |                                                  |                                                                    | Reise um die Erde in 80 Tagen            | Zeichentrickfilm |
| 1999 | Reise zum Mittelpunkt der Erde (Journey to the Center of the Earth)                                                            | USA                     | George Miller                                    | Treat Williams, Jeremy London, Tushka Bergen                       | Die Reise zum Mittelpunkt der Erde       | dreiteilige Fernsehverfilmung, in Australien und Neuseeland gedreht                                                                        |
| 1999 | Der Kurier des Zaren (Michele Strogoff – Il corriere dello zar)                                                                | ITA, GER                | Fabrizio Costa                                   | Paolo Seganti, Léa Bosco, Hardy Krüger Jr.                         | Der Kurier des Zaren                     | dreiteilige Fernsehverfilmung |
| 2000 | Les Voyages extraordinaires de Jules Verne – Le Tour du monde en 80 jours                                                      | FRA                     | Henri Heidsieck                                  |                                                                    | Reise um die Erde in 80 Tagen            | Zeichentrickfilm für das Fernsehen |
| 2000 | The Secret Adventures of Jules Verne                                                                                           | GBR, CAN                | Pierre de Lespinois, Mark Roper u. a.            | Chris Demetral, Michel Courtemanche                                | Reise um die Erde in 80 Tagen            | 22-teilige Fernsehserie |
| 2001 | Fünf Wochen im Ballon | GER, CHN                | Manfred Durniok, Hong Hu Zhao                    |                                                                    | Fünf Wochen im Ballon                    | Puppentrickfilm für das Fernsehen |
| 2001 | Les Voyages extraordinaires de Jules Verne – Voyage au centre de la Terre                                                      | FRA                     | Zoltán Szilágyi Varga                            |                                                                    | Die Reise zum Mittelpunkt der Erde       | Zeichentrickfilm für das Fernsehen |
| 2001 | Les Voyages extraordinaires de Jules Verne – La Jangada                                                                        | FRA                     | Jean-Pierre Jacquet                              |                                                                    | Die Jangada                              | Zeichentrickfilm für das Fernsehen |
| 2001 | Les Voyages extraordinaires de Jules Verne – César Cascabel                                                                    | FRA                     | Gilles Gay                                       |                                                                    | Cäsar Cascabel                           | Zeichentrickfilm für das Fernsehen |
| 2001 | Les Voyages extraordinaires de Jules Verne – L’Île mystérieuse                                                                 | FRA                     | Claude Allix                                     |                                                                    | Die geheimnisvolle Insel                 | Zeichentrickfilm für das Fernsehen |
| 2001 | Les Voyages extraordinaires de Jules Verne – L’Étoile du sud                                                                   | FRA                     | Armando Fereira                                  |                                                                    | Der Südstern oder Das Land der Diamanten | Zeichentrickfilm für das Fernsehen |
| 2002 | 20.000 Meilen unter dem Meer (20.000 Leagues Under the Sea)                                                                    | USA                     | Scott Heming                                     |                                                                    | 20.000 Meilen unter dem Meer             | Zeichentrickfilm für das Fernsehen |
| 2003 | Mujin Wakusei Savaivu / 無人惑星サヴァイヴ,                                                                                    | JAP                     | Yuichiro Yano                                    |                                                                    | Zwei Jahre Ferien                        | 52-teilige Zeichentrickserie von TMS Entertainment und Madhouse, Anime                                                                     |
| 2004 | Le Docteur Ox | FRA                     | Philippe Béziat                                  | Jacques Gomez, Laurent Bourdeaux                                   | Eine Idee des Dr. Ox                     | Fernsehfilm, in Paris gedreht |
| 2004 | In 80 Tagen um die Welt (Around the World in 80 Days)                                                                          | USA, GER, IRL, GBR      | Frank Coraci                                     | Jackie Chan, Steve Coogan, Cécile de France                        | Reise um die Erde in 80 Tagen            | Spielfilm, u. a. in Berlin, Potsdam und Görlitz gedreht                                                                                    |
| 2004 | Les Aventures extraordinaires de Michel Strogoff                                                                               | FRA                     | Alexandre Huchez, Bruno-René Huchez              |                                                                    | Der Kurier des Zaren                     | Zeichentrickfilm |
| 2005 | 1888, el extraordinario viaje de la Santa Isabel                                                                               | VEN                     | Alfredo Anzola                                   | Marco Villarubia, Kristin Pardo                                    | Der stolze Orinoco                       | Spielfilm |
| 2005 | Mysterious Island – Die geheimnisvolle Insel (Mysterious Island)                                                               | USA                     | Russell Mulcahy                                  | Kyle MacLachlan, Gabrielle Anwar, Patrick Stewart                  | Die geheimnisvolle Insel                 | Fernsehfilm, in Thailand gedreht |
| 2007 | 30.000 Meilen unter dem Meer (30,000 Leagues Under the Sea)                                                                    | USA                     | Gabriel Bologna                                  | Lorenzo Lamas, Sean Lawlor                                         | 20.000 Meilen unter dem Meer             | Spielfilm, in Los Angeles gedreht |
| 2008 | Die Reise zum Mittelpunkt der Erde (Journey to the Center of the Earth)                                                        | USA, CAN                | T. J. Scott                                      | Ricky Schroder, Victoria Pratt, Peter Fonda                        | Die Reise zum Mittelpunkt der Erde       | Fernsehfilm, in Vancouver gedreht |
| 2008 | Die Reise zum Mittelpunkt der Erde (Journey to the Center of the Earth)                                                        | USA                     | Eric Brevig                                      | Brendan Fraser, Josh Hutcherson, Anita Briem                       | Die Reise zum Mittelpunkt der Erde       | Spielfilm in 3D, in Kanada und auf Island gedreht                                                                                          |
| 2008 | Die Reise zum Mittelpunkt der Erde 2 (Journey to the Center of the Earth)                                                      | USA                     | Davey Jones, Scott Wheeler                       | Greg Evigan, Dedee Pfeiffer                                        | Die Reise zum Mittelpunkt der Erde       | Spielfilm, in Belize gedreht, Mockbuster zu Die Reise zum Mittelpunkt der Erde (2008)                                                      |
| 2012 | Los sobrinos del Capitán Grant                                                                                                 | ESP                     | Paco Mir                                         | Mar Abascal, Richard Collins-Moore                                 | Die Kinder des Kapitän Grant             | Fernsehfilm |
| 2012 | Die Reise zur geheimnisvollen Insel (Journey 2: The Mysterious Island)                                                         | USA                     | Brad Peyton                                      | Josh Hutcherson, Dwayne Johnson                                    | Die geheimnisvolle Insel                 | Spielfilm in 3D, in New York, Wilmington und auf Hawaii gedreht, Fortsetzung von Die Reise zum Mittelpunkt der Erde (2008)                 |
| 2012 | Mysterious Island | USA                     | Mark Sheppard                                    | Gina Holden, Lochlyn Munro, Pruitt Taylor Vince                    | Die geheimnisvolle Insel                 | Spielfilm, in St. Amant und Baton Rouge, Louisiana, gedreht                                                                                |
| 2013 | Apo ti Gi sti Selini / από τη γη στη σελήνη                                                                                    | GRE                     | Angelos Spartalis                                |                                                                    | Von der Erde zum Mond                    | Animationsfilm |
| 2013 | Jûgo shônen hyôryûki: Kaizokujima DE! daibôken / 十五少年漂流記 海賊島DE!大冒険                                                | JAP, CHN                | Ryûtarô Nakamura                                 |                                                                    | Zwei Jahre Ferien                        | Zeichentrickfilm, Anime, internationaler Titel: The Lost 15 Boys: The Big Adventure on Pirates’ Island                                     |
| 2014 | Schiffbruch mit verrückter Hoffnung (Les Naufragés du Fol Espoir)                                                              | USA                     | Ariane Mnouchkine                                | Maixence Bauduin, Galatéa Bellugi, Pruitt Taylor Vince             | Die Schiffbrüchigen der „Jonathan“       | Fernsehfilm nach einem Theaterstück mit dem Théâtre du Soleil                                                                              |
| 2021 | In 80 Tagen um die Welt (Around the World in 80 Days)                                                                          | FRA, BEL                | Samuel Tourneux                                  |                                                                    | Reise um die Erde in 80 Tagen            | Animationsfilm |
| 2021 | In 80 Tagen um die Welt (Around the World in 80 Days)                                                                          | FRA, ITA, GER           | u. a. Steve Barron                               | David Tennant, Ibrahim Koma, Leonie Benesch                        | Reise um die Erde in 80 Tagen            | Fernsehserie der European Alliance (France Télévisions, Rai und ZDF)                                                                       |

## DVD-Veröffentlichungen
20.000 Meilen unter dem Meer:
- 1916: 20.000 Meilen unter dem Meer. dtp entertainment AG 2011, mit Originalversion des Stummfilms sowie nachsynchronisierter Fassung in deutscher Sprache
- 1954: 20.000 Meilen unter dem Meer. Walt Disney 2003, Special Edition mit fünf kurzen Dokumentationen zum Film
- 1975: Kapitän Nemo. Pidax Serien-Klassiker 2018, zwei DVDs
- 1985: 20.000 Meilen unter dem Meer. SUNFILM Entertainment 2009
- 1997 (Hardy): 20.000 Meilen unter dem Meer. Concorde Video 2006, zwei DVDs
- 2002: 20.000 Meilen unter dem Meer. FM Kids (Foreign Media Group) 2010
- 2007: 30.000 Meilen unter dem Meer. SchröderMedia HandelsgmbH 2010

Der Kurier des Zaren:
- 1961: Oberst Strogoff. Alive AG 2017
- 1975: Michael Strogoff – Der Kurier des Zaren. Concorde Video 2006
- 1999: Der Kurier des Zaren. STUDIOCANAL 2008

Der Leuchtturm am Ende der Welt
- 1971: Das Licht am Ende der Welt. Pidax Film-Klassiker 2019

Die Erfindung des Verderbens:
- 1958: Die Erfindung des Verderbens. Alive Vertrieb und Marketing/DVD 2008

Die geheimnisvolle Insel:
- 1929: Die mysteriöse Insel. Alive – Vertrieb und Marketing/DVD 2015
- 1951: Die Reise zur geheimnisvollen Insel. SchröderMedia HandelsgmbH & Co KG 2012
- 1961: Die geheimnisvolle Insel. Sony Pictures Home Entertainment 2002
- 1973: Die geheimnisvolle Insel. VZ-Handelsgesellschaft 2006, drei DVDs mit ursprünglicher Langfassung, gekürzter Fernsehfassung sowie Kinofassung und Trailer
- 1995: Die geheimnisvolle Insel. Studio Hamburg Enterprises 2020
- 2005: Jules Verne’s Mysterious Island. SchröderMedia HandelsgmbH & Co KG 2010
- 2010: Die geheimnisvolle Insel. Euro Video 2012

Die Kinder des Kapitän Grant:
- 1962: Die Abenteuer des Kapitän Grant. Walt Disney 2003
- 1986: Auf der Suche nach Kapitän Grant. Pidax Serien-Klassiker 2019, zwei DVDs
- 1996: Im Reich der Adler. Pidax Serien-Klassiker 2018, zwei DVDs

Die Reise zum Mittelpunkt der Erde:
- 1959: Die Reise zum Mittelpunkt der Erde. Twentieth Century Fox Home Entertainment 2003, mit restaurierter Fassung, Trailer und Bericht zur Restaurierung
- 1977: Vorstoß ins Zentrum der Erde. Savoy Film 2013
- 1988: Die Reise zum Mittelpunkt der Erde. Pidax Film-Klassiker 2018
- 1999: Reise zum Mittelpunkt der Erde. WVG Medien GmbH 2005
- 2008 (TV): Die Reise zum Mittelpunkt der Erde. SUNFILM Entertainment 2010
- 2008: Die Reise zum Mittelpunkt der Erde. Warner Home Video/DVD 2009, in 3D
- 2008: Die Reise zum Mittelpunkt der Erde 2. dtp entertainment AG 2011, mit Trailer

Ein Kapitän von fünfzehn Jahren
- 1943: Der fünfzehnjährige Kapitän. DEFA Filmjuwelen 2020

Fünf Wochen im Ballon:
- 2001: Jules Verne – Fünf Wochen im Ballon. Icestorm Distribution 2011

Keraban der Starrkopf:
- 1997: Jules Verne – Kerabans phantastische Reise. Icestorm Distribution GmbH 2011

Mathias Sandorf:
- 1979: Mathias Sandorf. Concorde Video 2007, zwei DVDs

Reise durch die Sonnenwelt:
- 1970: Auf dem Kometen. Icestorm Distribution GmbH 2011

Reise um die Erde in 80 Tagen:
- 1956: In 80 Tagen um die Welt. Warner Home Video/DVD 2010, Special Edition, zwei DVDs, u. a. mit Dokumentation zum Film
- 1981: Um die Welt mit Willy Fog Vol. I–III. Icestorm Entertainment GmbH 2003, Vol. I–III mit jeweils drei Folgen
- 1988: In 80 Tagen um die Welt. SUNFILM Entertainment 2009
- 1989: In 80 Tagen um die Welt. Concorde Video 2007, zwei DVDs
- 1998: Jules Verne – Reise um die Erde in 80 Tagen. Icestorm Distribution GmbH 2011
- 2004: In 80 Tagen um die Welt. Ufa/DVD 2005, mit kurzem Bericht über Jackie Chan und Trailer

Von der Erde zum Mond:
- 1958: Von der Erde zum Mond. SchröderMedia HandelsGmbH & Co. KG 2010
- 1999: Jules Verne – Die Reise zum Mond. Icestorm Distribution GmbH 2009

Zwei Jahre Ferien:
- 1967: Das gestohlene Luftschiff. Icestorm Distribution GmbH 2011
- 1974: Zwei Jahre Ferien. Concorde Video 2007, zwei DVDs

Sammelboxen:
- Jules Verne Box – 4 Filme in einer Box. Euro Video 2008, zwei DVDs, mit Trailer

1977: Phantastische Reise zum Mittelpunkt der Erde
1981: Das Geheimnis der Monsterinsel
1982: Die Teufel der Meere
1977: Tauchfahrt des Grauens (keine Jules-Verne-Adaption)
- Jules Verne Box 2. Euro Video 2010, drei Filme auf zwei DVDs

1979: Stadt aus Stahl
1982: Reise zum Planet des Grauens
1967: Die Reise ins Zentrum der Zeit (keine Jules-Verne-Adaption)
- Jules Verne Box 3. Euro Video 2010, vier Filme auf zwei DVDs

1963: Mathias Sandorf
1916: 20.000 Meilen unter dem Meer
1981: Das Geheimnis der Burg in den Karpaten
1902: Die Reise zum Mond
- Jules Verne Box 4. Euro Video 2011, vier Filme auf zwei DVDs

2005: Mysterious Island
1973: 20.000 Meilen unter dem Meer
2005: Herrscher der versunkenen Welt (keine Jules-Verne-Adaption)
1918: The Ghost of Slumber Mountain (keine Jules-Verne-Adaption)
- Jules Verne Box 5. Euro Video 2012, drei Filme auf zwei DVDs

1997: 20.000 Meilen unter dem Meer
1958: Von der Erde zum Mond
1950: Rakete zum Mond (keine Jules-Verne-Adaption)
- Jules Verne Box 6. Euro Video 2013, sechs Filme auf zwei DVDs

1988: In 80 Tagen um die Welt
1929: Die mysteriöse Insel
1965: Die Reise zum prähistorischen Planeten (keine Jules-Verne-Adaption)
1951: Die Reise zur geheimnisvollen Insel
2010: Die geheimnisvolle Insel 
2007: 30.000 Meilen unter dem Meer
- Jules Verne Gesamtbox. Euro Video 2014, 16 Filme auf vier DVDs

1981: Das Geheimnis der Monsterinsel
1982: Die Teufel der Meere
1977: Phantastische Reise zum Mittelpunkt der Erde
1951: Die Reise zur geheimnisvollen Insel
1977: Tauchfahrt des Grauens (keine Jules-Verne-Adaption)
1979: Stadt aus Stahl
1981: Das Geheimnis der Burg in den Karpaten
1967: Reise ins Zentrum der Zeit (keine Jules-Verne-Adaption)
2005: Mysterious Island
1965: Die Reise zum prähistorischen Planeten (keine Jules-Verne-Adaption)
1950: Die Reise zum Mond (auch bekannt als Endstation Mond, keine Jules-Verne-Adaption)
1918: Der Geist vom Slumber Mountain (keine Jules-Verne-Adaption)
1958: Von der Erde zum Mond
1950: Die Rakete zum Mond (auch bekannt als Endstation Mond, keine Jules-Verne-Adaption)
1975: Die phantastische Reise im Ballon
2007: 30.000 Meilen unter dem Meer
- Jules Verne Abenteuer Box. SchröderMedia HandelsgmbH 2015, fünf Zeichentrickfilme auf einer DVD

1972: In 80 Tagen um die Welt
1973: 20.000 Meilen unter dem Meer
1973: Die Schweizer Familie Robinson (keine Jules-Verne-Adaption)
1979: Reise durch die Sonnenwelt
1977: Die Reise zum Mittelpunkt der Erde
- Jules Verne – Meisterwerke. EuroVideo 2017, zehn Filme auf drei DVDs

1977: Junge über Bord (keine Jules-Verne-Adaption)
1974: Der Donauschiffer
1965: Stadt im Meer (keine Jules-Verne-Adaption)
1956: Planet des Grauens (keine Jules-Verne-Adaption)
1981: Das Geheimnis der Monsterinsel
1956: Die Bestie von Monte Bravo (keine Jules-Verne-Adaption)
1948: Insel der Dinosaurier (keine Jules-Verne-Adaption)
1978: Planet der Dinosaurier (keine Jules-Verne-Adaption)
1977: Vorstoß ins Zentrum der Erde
1951: Die geheimnisvolle Insel
- Jules Verne – Early Classics. SchröderMedia HandelsgmbH 2017, fünf Filme auf zwei DVDs

1941: Die geheimnisvolle Insel
1936: Der Kurier des Zaren
1979: Reise durch die Sonnenwelt
1916: 20.000 Meilen unter dem Meer
1902: Die Reise zum Mond
- Jules Verne – Reise in das Fantastische. tonpool Medien GmbH 2019, sechs Filme auf zwei DVDs

1951: Die Reise zur geheimnisvollen Insel
1967: Die Reise ins Zentrum der Zeit (keine Jules-Verne-Adaption)
1977: Junge über Bord (keine Jules-Verne-Adaption)
1975: Die phantastische Reise in einem Ballon
1958: Von der Erde zum Mond
1965: Die Reise zum prähistorischen Planeten (keine Jules-Verne-Adaption)